# Rozprava o metodě
Rozprava o metodě, vrcholné dílo Reného Descarta, byla vydána roku 1637 v Leidenu. Roku 1656 byla v Amsterdamu přeložena z francouzštiny do latiny. Plný titul knihy zní Rozprava o metodě, jak správně vést svůj rozum a hledat pravdu ve vědách (francouzsky Discours de la méthode pour bien conduire sa raison, et chercher la verité dans les sciences). Její první vydání bylo anonymní, protože Descartes měl obavy ze záporných reakcí na své revoluční názory, které v knize popsal; v době procesů s Galileem Galileim a dalších byly takové obavy namístě.
Původně byla kniha vydán společně s dalšími spisy pod titulem Plán všeobecné vědy schopné povznést naši povahu na nejvyšší stupeň dokonalosti, potom Dioptrika, Meteory a Geometrie, Descartes se zde vyznává ze svých poznatků a své poutě za nimi. Ve spisech následujících po samotné Rozpravě pak čtenářům ukazuje, jak metodu využít v praxi. Spisek o geometrii je prvním výkladem o kartézské soustavě souřadnic.
Rozprava vyvolala poměrně rozmanité reakce, výměny názorů a diskuze se o ní vedly po celé Evropě. Jejím důsledkem bylo např. zakázání Descartových přednášek v Holandsku či vyvolání soudního procesu proti němu.

## Členění spisu
Descartes rozčlenil Rozpravu na 6 kapitol:
1. Úvahy týkající se věd
2. Základní pravidla metody
3. Několik pravidel morálky, vyvozených z metody
4. Důkazy o jsoucnosti Boha a lidské duše neboli základy metafysiky
5. Řád otázek přírodních
6. Věci žádoucí pro pokrok v přírodním bádání

## Metoda správného myšlení
Nejzásadnější pasáží knihy je druhá kapitola, v níž autor formuluje zásady metody. Descartes chtěl najít metodu zajišťující co nejjistější poznání; sám tvrdí, že pokud bychom se všichni jeho navrženými pravidly řídili, svět by poznal skutečnou pravdu.
1. Vyhnout se ukvapenosti, nepřijímat nikdy žádnou věc za pravdivou, dokud ji nemáme ověřenou; zjednodušeně: „dvakrát měř, jednou řež“ (metodologická skepse, evidence)
2. Rozdělovat otázky – zjednodušovat, až dojdeme ke snadnému řešení a pochopení (analýza)
3. Postupovat od jednoduššího ke složitějšímu; postupně až k těm nejsložitějším otázkám (syntéza)
4. Tvořit přehledy a shrnutí, abychom věděli, že jsme nic neopomenuli

| „                        | První bylo, nepřijímat nikdy žádnou věc za pravdivou, již bych s evidencí jako pravdivou nebyl poznal: tj. vyhnout se pečlivě ukvapenosti a zaujatosti; a nezahrnovat nic víc do svých soudů než to, co by se objevilo tak jasně a zřetelně mému duchu, abych neměl žádnou možnost pochybovat o tom. Druhé, rozdělit každou z otázek, jež bych prozkoumával, na tolik částí, jak je jen možno a žádoucno, aby byly lépe rozřešeny. Třetí, vyvozovat v náležitém pořadí své myšlenky, počínaje předměty nejjednoduššími a nejsnáze poznatelnými, stoupaje povlovně jakoby se stupně na stupeň až k znalosti nejsložitějších, a předpokládaje dokonce řád i mezi těmi, jež přirozeně po sobě nenásledují. A poslední, činit všude tak úplné výčty a tak obecné přehledy, abych byl bezpečen, že jsem nic neopominul. | “ |
| — Rozprava o metodě, II. | |   |

## Další témata
V dalších částech knih čtenář najde formulace několika základních filosofických principů, které měly v dějinách myšlení zásadní vliv. Ve čtvrté knize autor zjišťuje, že pochybuje-li o všem, stále si je jist alespoň svým pochybováním, a tedy myslí a existuje: odtud slavná formulace Cogito ergo sum.
Dále pak, protože ve své mysli nachází ideu čehosi dokonalejšího, než je ona sama, dospívá k existenci dokonalejší bytosti, původkyni této ideje, totiž k Bohu. Jedná se o variantu ontologického důkazu Boží existence.